# アルファ・ウルフ
フェルナンド・アントニオ・コルネーホ・ソト（Fernando Antonio Cornejo Soto, 1998年10月9日 - ）は、メキシコのイダルゴ州パチューカ出身のプロレスラー。現在はアルファ・ウルフ（Alpha Wolf）のリングネームで活動。

## 経歴

### プロレスリング・ノア
2019年よりプロレスリング・ノアに参戦。
2023年9月24日の名古屋国際会議場大会にて実弟のドラゴン・ベイン（タッグチーム：ロス・ゴルペアドーレス）と組み、ニンジャ・マック、アレハンドロに勝利してGHCジュニアヘビー級タッグ王座を初戴冠した。

## 家族
父のフェルナンド・コルネーホ・カマリーナ、弟のドラゴン・ベインもプロレスラー。

## タイトル歴
ザ・クラッシュ・ルチャリブレ
- ザ・クラッシュ・タッグチーム王座：1回

w / ドラゴン・ベイン
IWRG
- IWRGインターコンチネンタル・ヘビー級王座：1回
- IWRGインターコンチネンタル・タッグチーム王座：2回

w / レイ・レオン、ヘル・ボーイ
- IWRGジュニア・デ・ジュニアズ王座：1回
- IWRG国際ミドル級王座：1回
- IWRGレイ・デル・アイレ王座：2回

カオス・ルチャリブレ
- カオス・タッグチーム王座：1回

w / ドラゴン・ベイン
プロレスリング・ノア
- GHCジュニアヘビー級タッグ王座：2回（第58代、第63代）

w / ドラゴン・ベイン